# Михаэль, Надя
На́дя Михаэ́ль (нем. Nadja Michael, род. 3 января 1969, Вурцен, ГДР) — немецкая оперная певица, исполняет главные оперные партии для сопрано в ведущих оперных театрах мира, таких как театр Ла Скала (Милан, Италия), Королевская опера Ковент-Гарден (Лондон, Великобритания), Метрополитен-опера (Нью-Йорк, США), Большой театр (Москва, Россия), Мариинский театр (Санкт-Петербург, Россия) и других.

## Биография
Родилась в городе Вурцен близ Лейпцига, Саксония, Восточная Германия. В детстве посещала спортивную школу, занимаясь плаванием, в 14 лет перешла в специализированное музыкальное училище-интернат, где обучалась на преподавателя музыки. В 1989 году покинула ГДР и уехала в ФРГ в Штутгарт, где работала моделью, чтобы оплачивать музыкальное вокальное образование. Одержала победу на конкурсе вокалистов Федерального союза немецкой промышленности (Bundesverband der Deutschen Industrie), была стипендиатом Университетского Фонда немецкого народа (Studienstiftung des deutschen Volkes) (немецкий академический стипендиальный фонд). В дальнейшем Михаэль закончила музыкальную школу имени Джейкобса (Jacobs School of Music) при Университете Индианы в Блумингтоне (США). В настоящее время[уточнить] проживает в Берлине, воспитывает[уточнить] двух дочерей.
Оперный дебют состоялся в 1993 году на фестивале Людвигсбургского замка, где Михаэль исполнила роль третьей дамы, служительницы Царицы ночи в опере Вольфганга Амадея Моцарта «Волшебная флейта». Первая большая партия — Амастра в опере Георга Фридриха Генделя «Ксеркс» в оперном театре Висбадена в 1996 году.
Вокальную карьеру Михаэль начала в качестве меццо-сопрано, но в апреле 2005 года она дебютировала в качестве сопрано на сцене Нидерландской оперы, исполнив партию Мариэтты в опере Эриха Вольфганга Корнгольда «Мёртвый город».
В 2007 году исполнила партию Флории То́ски в опере Джакомо Пуччини «То́ска» (постановка Филиппа Химмельмана) на Брегенцском фестивале вместе с Зораном Тодоровичем (Каварадосси) и Гидоном Саксом (барон Сарпиа). Эта постановка стала широко известна в связи с тем, что декорации к ней были использованы для съёмок одной из сцен фильма о Джеймсе Бонде «Квант милосердия». Запись спектакля была выпущена на DVD.
В августе 2009 года Михаэль исполнила рок-балладу «The Day of the Days» собственного сочинения на открытии XII чемпионата мира по лёгкой атлетике в Берлине.
В 2012 году Надя Михаэль дебютировала в Метрополитен-опера (Нью-Йорк, США), исполнив партию Леди Макбет в опере Джузеппе Верди «Макбет» вместе с Томасом Хэмпсоном (Макбет). В 2015 году она вернулась в Мет, приняв участие в постановке оперы Белы Бартока «Замок герцога Синяя Борода».
Дебют Михаэль на российской сцене состоялся в 2009 году, она дала концерт в Москве с Национальным филармоническим оркестром России. В 2016 году приняла участие в постановке оперы Дмитрия Шостаковича «Катерина Измайлова» в Большом театре (режиссёр Римас Туминас). За исполнение партии Катерины в этом спектакле она была номинирована на российскую национальную театральную премию «Золотая маска» в номинации «опера/ женская роль». В том же году на новой сцене Мариинского театра в Санкт-Петербурге состоялась постановка оперы Рихарда Вагнера «Лоэнгрин», где Михаэль исполнила партию Ортруды, а партию Эльзы исполнила Анна Нетребко.
В 2017 году приняла участие в съёмках пятого сезона проекта телеканала «Культура» «Большая Опера — 2017» в качестве члена жюри.
В 2022 году стала лауреатом VII национальной оперной премии «Онегин» (премия «От России с любовью»).

## Дискография
- 1992 — Малер: Симфония № 2 до минор (дирижёр Гилберт Каплан, оркестр Венской филармонии) (Deutsche Grammopon, The Kaplan Foundation)
- 1998 — Монтеверди: Коронация Поппеи (дирижёр Айвор Болтон, оркестр Баварской государственной оперы) (FARAO Classics)
- 2000 — Шуберт: Лазарь, или торжество воскрешения (дирижёр Гельмут Риллинг, оркестр Bach-Collegium Stuttgart) (Haenssler Classic)
- 2009 — The Day of the Days (Mocca Music)
- 2018 — Верди: Макбет (дирижёр Фабио Бьонди, оркестр Галантная Европа) (Glossa)